# Aeroporto di Valladolid
L'Aeroporto di Valladolid è un aeroporto situato a 10 km a nord ovest di Valladolid nello Stato di Castiglia e León, in Spagna.
Negli ultimi anni, l'aeroporto ha avuto una crescita di passeggeri con un massimo fatto registrare nel 2007 con 512.929 passeggeri transitati.

## Statistiche passeggeri e traffico
| Anno                 | 2000    | 2001    | 2002    | 2003    | 2004    | 2005    | 2006    | 2007    | 2008    |
| -------------------- | ------- | ------- | ------- | ------- | ------- | ------- | ------- | ------- | ------- |
| Traffico Passeggeri  | 207,000 | 195,000 | 205,000 | 232,000 | 442,000 | 445,000 | 458,000 | 512,929 | 479,716 |
| Movimento aeromobili | 8,692   | 8,510   | 8,169   | 8,912   | 11,386  | 12,056  | 11,582  | 14,093  | 13,002  |